# Ат де Рос
Ат де Рос (нід. Aat de Roos, 15 квітня 1919 — 17 березня 1992) — нідерландський хокеїст на траві.
Бронзовий призер Олімпійських Ігор 1936 року.